# Candidatura de Tòquio als Jocs Olímpics de 2016
La candidatura de Tòquio als Jocs Olímpics de 2016 va ser l'intent de Tòquio, la ciutat capital del Japó en ser escollida pel Comitè Olímpic Internacional (COI) per albergar els XXXI Jocs Olímpics de 2016. La ciutat anteriorment va ser seu dels Jocs Olímpics de 1964. La seva candidatura es va oficialitzar el 14 de setembre de 2007. Tòquio va ser una de les candidatures que va passar a la llista curta el 4 de juny de 2008, en la qual la guanyadora va ser anunciada el 2 d'octubre de 2009. Les altres ciutats candidates van ser Chicago, Madrid i Rio de Janeiro. Si Tòquio hagués guanyat la candidatura, els jocs serien realitzats entre el 29 de juliol al 14 d'agost de 2016, i els Paralímpics entre el 31 d'agost a l'11 de setembre del mateix any.
Al costat de les quatre candidates oficials, també es van postular pels Jocs Olímpics de 2016 les ciutats de Praga, Doha i Bakú, que no van superar la primera avaluació del COI.

## Candidatura de la ciutat

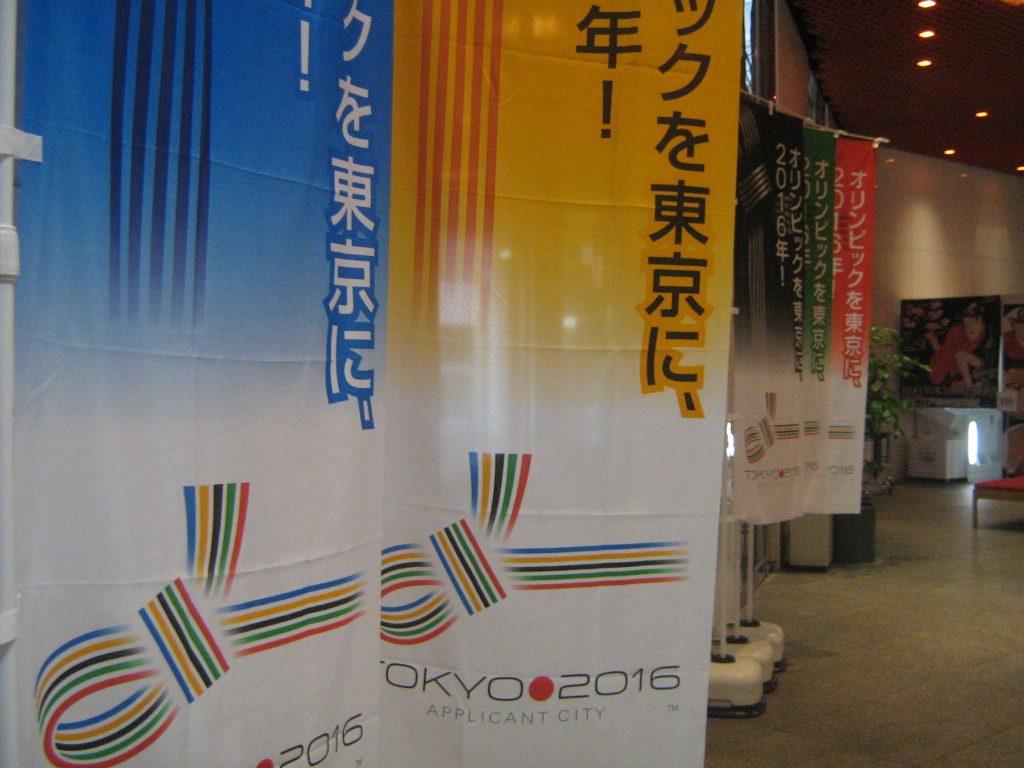
Anuncis en el vestíbul del Museu Edo-Tokyo en Ryōgoku promovent la candidatura.

### Disputa Interna
La capital va manifestar interès en la seva pròpia candidatura per ser seu dels Jocs Olímpics i Paralímpics d'Estiu de 2016, al març de 2006. En el mes següent, Fukuoka va entrar en la disputa interna. Entre les ciutats d'Osaka, Sapporo i Nagoya també van mostrar el seu interès per postular-se. Tòquio era considerada favorita per guanyar l'elecció interna, a causa de la seva capacitat econòmica, la visibilitat internacional que posseïa per ser la capital del Japó i per haver estat seu dels Jocs. En l'elecció realitzada pel comitè de selecció del COJ (Comitè Olímpic Japonès), el 30 d'agost de 2006, va rebre 33 vots, contra 22 de Fukuoka i va sortir representant de la nació.

### Projecte

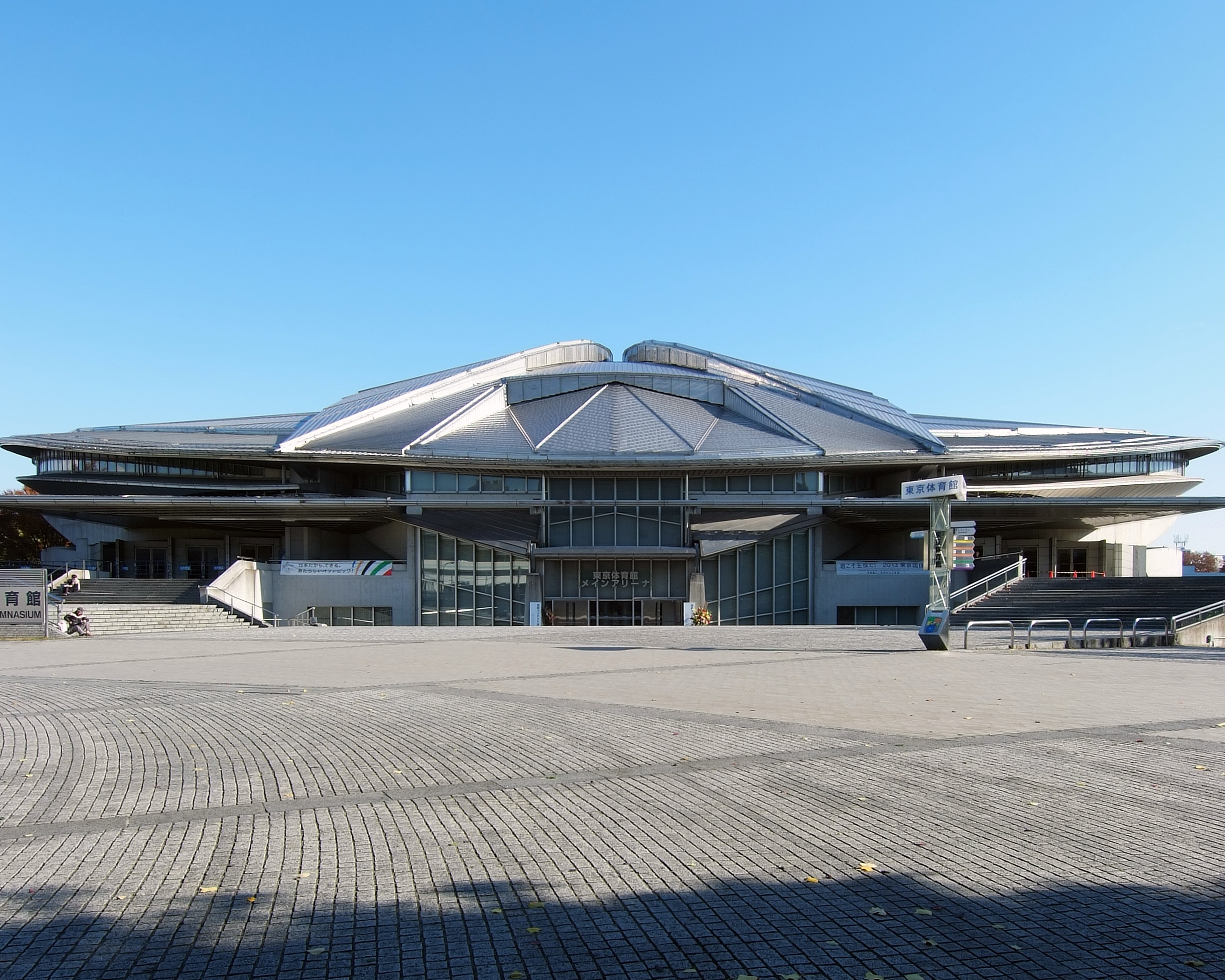
El Tokyo Metropolitan Gymnasium va rebre competicions dels Jocs Olímpics d'Estiu de 1964 i rebria els esdeveniments dels Jocs de 2016 si hagués estat escollida.

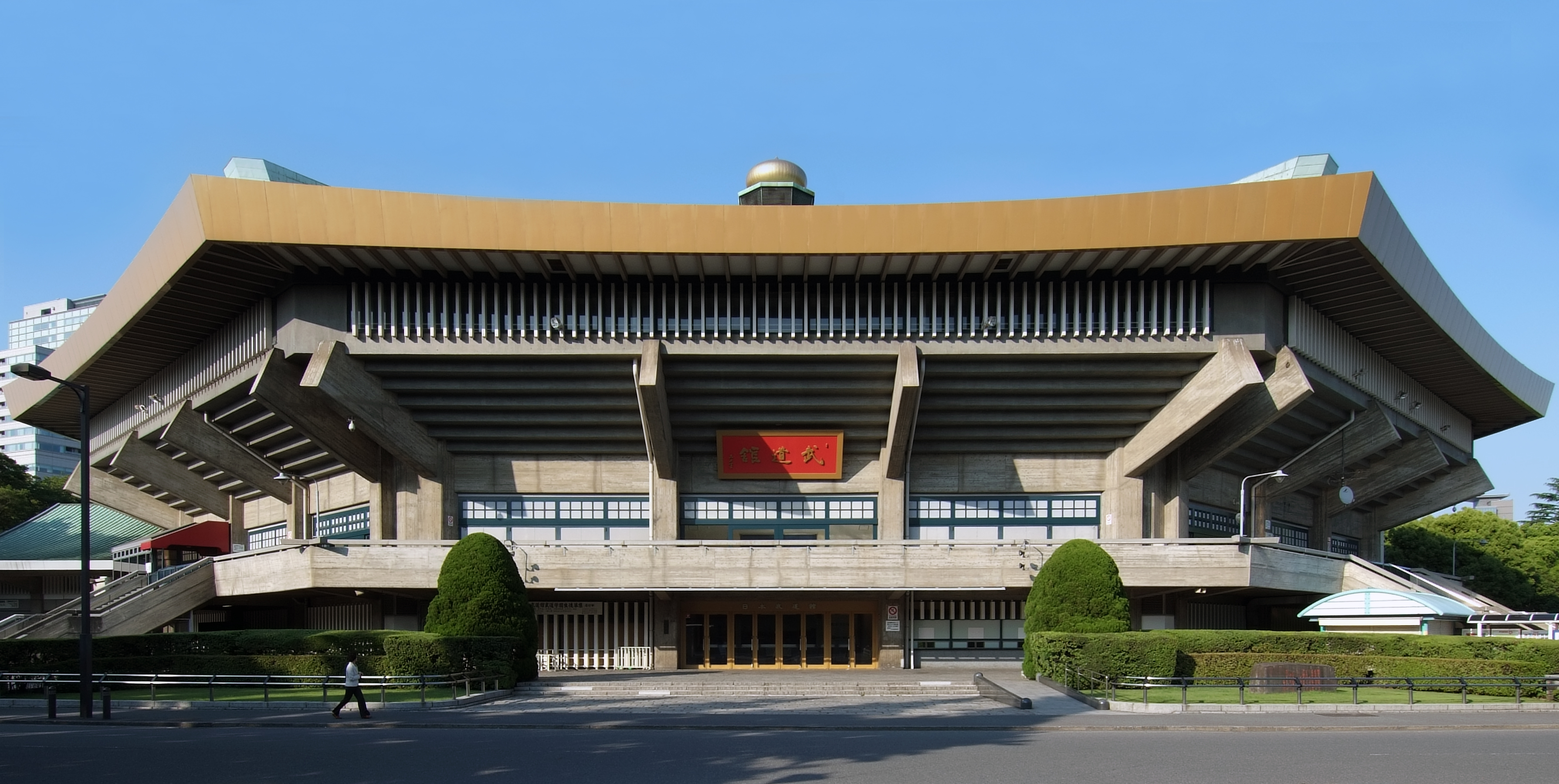
El Nippon Budokan, també construït per als Jocs de 1964, rebria les competicions de judo i lluites.

El Comitè Olímpic Internacional va anunciar el 14 de setembre de 2007 les ciutats postulantes per ser seu dels Jocs Olímpics d'Estiu de 2016. Tòquio va concórrer amb Bakú, Chicago, Doha, Catar, Madrid, Praga, i Rio de Janeiro. Les ciutats candidates tenien fins al 14 de gener de 2008 per respondre al qüestionari del Comitè Olímpic Internacional.
El projecte de Tòquio era realitzar els Jocs Olímpics entre el 29 de juliol i el 14 d'agost i els Jocs Paralímpics entre el 30 d'agost i l'11 de setembre, períodes escollits a causa de les bones condicions climàtiques, en les vacances escolars i la conseqüent disminució en l'ús del transport públic. El projecte buscava promoure els valors olímpics i d'una vida saludable a través de l'esport, tant per a joves com per a persones d'edat avançada. Les competències serien realitzades en dues regions del centre de la ciutat, facilitant el moviment entre la Vila Olímpica i les seus de competició.
El cost de la candidatura Tòquio 2016 va ser de 48 milions de dòlars, i el govern de Tòquio posseïa reserves d'aproximadament 3 bilions de dòlars per a la construcció de la infraestructura necessària pels Jocs. De les 31 instal·lacions projectades per rebre els Jocs, 21 ja estaven construïdes. Algunes d'elles, com el Tòquio Metropolitan Gymnasium, l'Estadi Kasumigaoka i el Nippon Budokan, van ser usades en els Jocs Olímpics d'Estiu de 1964 i formen part del llegat que aquesta edició va deixar a la ciutat. Fora de Tòquio, els partits de futbol serien realitzats a les ciutats de Sapporo, Saitama, Yokohama i Osaka, en els mateixos estadis que va albergar la Copa del Món FIFA de 2002.
L'hoteleria era un dels punts forts de la candidatura. Tòquio té una oferta de més de 80 000 habitacions d'hotel, molts dels quals amb tres o més estrelles. En 2016, es projectava oferir gairebé 120 000 habitacions en un radi de 50 km a partir del centre de la ciutat. Els periodistes serien acomodats en hotels propers als centres de premsa i hi hauria a disposició microbús per traslladar-se entre els llocs.
La ciutat de Tòquio posseeix, segons la candidatura, una densa xarxa de transport públic, amb capacitat per a 24 milions de passatgers per dia. Entre les obres relacionades a l'esdeveniment estava l'expansió de l'Aeroport Haneda que juntament amb l'Aeroport Internacional de Narita (un dels quals té major tràfic al Japó, transportant més de 36 milions de passatgers per any), rebrien la flota de transport aeri relativa als Jocs. La seguretat seria responsabilitat del Departament Metropolità de Policia de Tòquio, que coordinaria les activitats amb l'Agència Nacional de Policia.
Entre els projectes de la candidatura relacionats al medi ambient estaven la de disminuir les emissions de carboni, l'ús d'energia solar i eòlica, creació d'àrees verdes i neteja de rius i de la Badia de Tòquio. L'informe també inclou els esdeveniments esportius més importants celebrats a Tòquio i Japó, com la marató de Tòquio, el Campionat Mundial d'Atletisme de 2007 en Osaka i la Copa Mundial de Futbol de 2002 organitzat en col·laboració amb Corea del Sud.

## Primera avaluació del Comitè Olímpic Internacional
| Criteris d'avaluació                   | Pes | Notes  | Notes  |
| Criteris d'avaluació                   | Pes | Mínima | Màxima |
| -------------------------------------- | --- | ------ | ------ |
| Suport governamental                   | 2   | 7,0    | 8,5    |
| Infraestructura                        | 5   | 7,6    | 8,9    |
| Instal·lacions esportives              | 4   | 6,9    | 8,7    |
| Vila olímpica                          | 3   | 7,5    | 8,9    |
| Acomodacions i xarxa hotelera          | 5   | 9,6    | 10,0   |
| Impacte ambiental                      | 2   | 7,6    | 8,8    |
| Transport                              | 3   | 7,5    | 8,5    |
| Seguretat                              | 3   | 7,9    | 9,0    |
| Experiència en esdeveniments esportius | 2   | 6,0    | 8,0    |
| Economia                               | 3   | 7,0    | 8,5    |
| Visió general i llegats                | 3   | 7,0    | 9,0    |

El resultat de l'avaluació del Grup de Treball designat per analitzar els informes de les set ciutats postulantes va ser divulgat al març del 2008 i va servir de base per a l'elecció del Comitè Executiu del COI al juny. El Grup de Treball va establir pesos per als onze criteris d'avaluació, portant en compte la quantitat d'informacions sol·licitades a les ciutats postulantes i la capacitat d'elles d'arribar les metes en el període determinat. Criteris matemàtics van ser usats per definir la nota de cada ciutat en cada ítem d'avaluació.
L'avaluació de Tòquio va rebre la nota general mitjana més alta entre les set, incloent l'única nota deu de l'informe, per al requisit Acomodació. A més d'aquest, la ciutat va obtenir la nota més alta entre les candidates en sis temes, obtenint empat en tres (Infraestructura, Impacte ambiental i Visió general i llegats) amb Madrid i en una categoria (Transports) amb Doha. Vila olímpica i Seguretat van ser els altres criteris que Tòquio va guanyar. El cap del comitè de candidatura de la ciutat, Ichiro Kono, es va manifestar sorprès, però molt feliç, amb el resultat de l'avaluació preliminar.
Les altres ciutats que van passar en la primera fase i es van tornar candidates van ser Madrid (amb nota 8,1), Chicago (nota 7,0) i Rio de Janeiro (nota 6,4).

## La candidatura

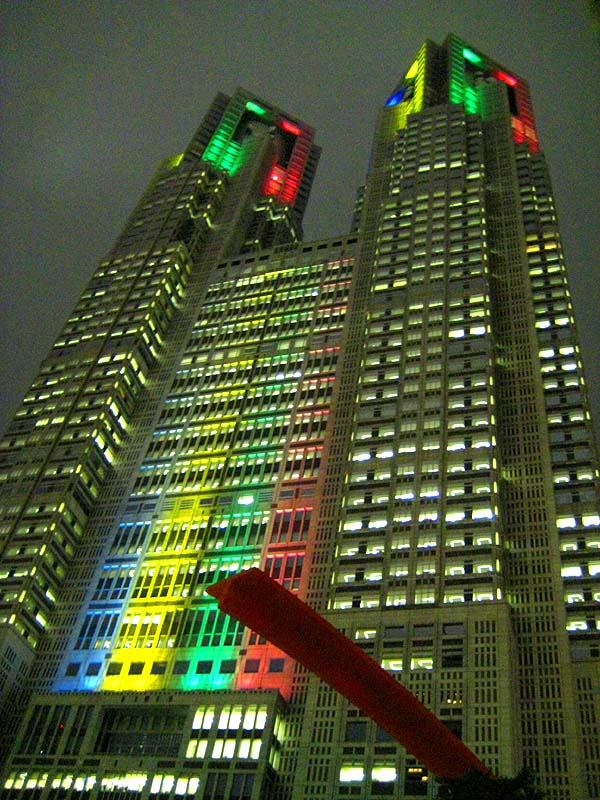
Edifici del Govern Metropolità de Tòquio il·luminat amb els colors dels anells olímpics.

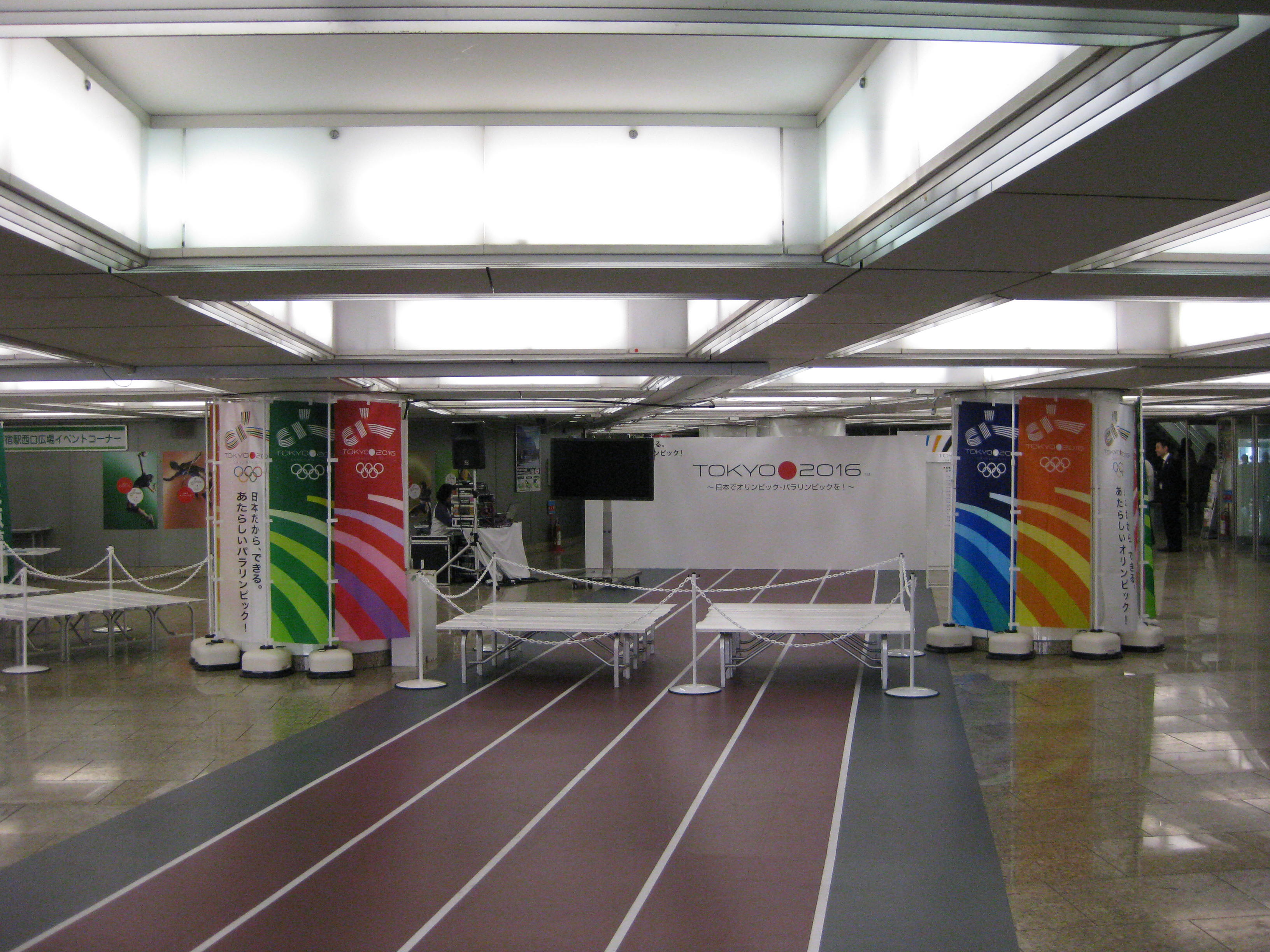
Cartells de la campanya van ser col·locats en estacions del metro de la ciutat.

Després de l'anunci oficial que Tòquio era una de les finalistes, va començar la segona fase del procés, que comptaria amb l'elaboració d'un nou informe més detallat, i amb la visita de la Comissió Evaluatoria del Comitè Olímpic Internacional.
L'agost de 2008, les ciutats candidates van participar en el Programa d'Observació del COI durant els Jocs Olímpics d'Estiu de 2008, a Pequín. Durant el Programa, el Dia del Japó va ser commemorat a la Casa Japó, un espai dedicat al país a Pequín. En el mes següent, una delegació japonesa també va observar els Jocs Paralímpics organitzats per la capital xinesa.
A l'octubre, les ciutats candidates es van presentar davant els membres de l'Organització Esportiva Panamericana en Acapulco, a Mèxic. En l'ocasió, el president del COI, Jacques Rogge va dir que hi ha "un munt d'aspectes tècnics", però "el més important és la voluntat de la gent del país". A la fi de 2008, el Comitè Tòquio 2016 va concloure el projecte de candidatura, que va sofrir alteracions amb relació a la fase de postulació. El Centre Aquàtic, per exemple, originalment projectat per ser una instal·lació temporária, es quedaria com a instal·lació permanent. El projecte seria, setmanes més tard, aprovat per totes les Federacions Esportives Internacionals.
L'informe oficial de la candidatura de Tòquio va ser lliurada al Comitè Olímpic Internacional el 12 de febrer de 2009. Amb més de 550 pàgines, el document va tractar disset temes d'avaluació. El pas següent en el procés va ser la visita de la Comissió Evaluatoria del COI, comandada per la ex atleta marroquina Nawal El Moutawakel, entre 16 i 19 d'abril. Durant aquest període, la Comissió va fer sabatines, va assistir a les presentacions i va inspeccionar instal·lacions esportives presents en el projecte. Una enquesta divulgada al maig, segons la qual el 70% dels ciutadans de Tòquio recolzaven la realització dels Jocs a la ciutat, va impulsar la candidatura, encara que el nivell era considerat encara baix, especialment en comparació d'altres ciutats.
Al juny, les quatre candidates van tenir, per primera vegada en la història, una oportunitat de presentar el projecte per als membres del COI que van escolir, mesos més tard, la ciutat seu dels Jocs de 2016. En l'esdeveniment, realitzat en el Museu Olímpic, cada candidatura va tenir una hora i mitja per exposar detalls del projecte i respondre a qüestions formulades per l'integrants del Comitè. La presentació de Tòquio es va enfocar en l'enorme llegat que la ciutat ja tenia i que els Jocs de 2016 poguessin aportar. La preocupació amb el medi ambient també va ser destacada, així com la qüestió financera.
El projecte Tòquio 2016 també va ser presentat en diversos països. A més de Mèxic, els representants de la candidatura es van fer presents en la trobada de l'Associació de Comitès Olímpics Nacionals d'Àfrica, a Nigèria i en el Campionat Mundial d'Atletisme, a Berlín, Alemanya. En el procés final, el principal suport de la candidatura del govern de Tòquio, el primer ministre Taro Rosteixo, va perdre el seu treball després de la derrota del seu partit en les eleccions generals del 30 d'agost.

## Informe de la Comissió Avaluatoria
Després de les visites a les ciutats candidates i l'anàlisi de les candidatures, la Comissió d'Avaluació va preparar un informe tècnic sobre les condicions de cada ciutat, que va servir de base perquè els membres del COI formessin la seva opinió sobre l'elecció final, el 2 d'octubre. A diferència del primer, aquest no va presentar notes o suggeriments, amb prou feines va presentar el semblar de la Comissió.
L'Avaluació de Tòquio va destacar el baix suport popular i l'estat d'algunes instal·lacions. Segons el COI, alguns predis que van rebre competències en els Jocs Olímpics de 1964 no eren aptes per rebre una competència del nível dels Jocs Olímpics. A més d'això, algunes instal·lacions que apareixen en l'informe com a aptes, en realitat no ho estaven. El terreny destinat a la Vila Olímpica també va ser criticat per haver estat considerat massa petit. Els elogis van quedar per compte dels projectes ambientals i del pressupost garantit.

### Repercussió
L'informe va ser rebut pels representants de la candidatura japonesa de dues formes: en primer lloc, el Comitè va agrair a la Comissió d'Avaluació, indicant que entenia l'enfocament en l'atleta donat pel projecte i les garanties financeres que tenien. D'altra banda, el Comitè va contestar a l'avaluació, en relació al suport popular i va publicar una enquesta paral·lela a la realitzada pel COI segons la qual més del 70% dels japonesos recolzaven la realització dels Jocs, i no del 55,5% com va ser divulgat en l'informe. A pocs dies de la votació, la ciutat de Tòquio apareixia en tercer lloc en dues avaluacions de llocs especialitzats en candidatures olímpiques, el BidIndex, del lloc GamesBids, i el Power Index, del lloc AroundTheRings.

## Presentació en la 121a Sessió del COI
L'elecció de la ciutat seu dels Jocs Olímpics d'Estiu de 2016 es produir el 2 d'octubre de 2009 a la ciutat de Copenhaguen, Dinamarca, durant la Sessió del Comitè Olímpic Internacional. Tòquio va ser la segona ciutat a presentar-se davant els membres del COI. Una adolescent de quinze anys va obrir la presentació amb un pronunciament, recolzat per imatges, sobre canvis climàtics, dopatge i desafiaments al món esportiu. De seguida, el japonès membre del COI Chiharu Igaya va presentar al, recentment electe, primer ministre Yukio Hatoyama, que va parlar sobre els grans esforços de la candidatura a solucionar problemes ambientals. De seguida es va mostrar un video sobre l'actuació del Japó al costat del Moviment Olímpic en els últims cent anys, incloent els Jocs Olímpics de 1964. El desenvolupament de Tòquio va ser el tema del discurs del governador Shintaro Ishihara, que va antecedir la paraula de Ichiro Kono, cap de la candidatura. Kono va parlar sobre el suport popular als Jocs, que segons ell, va créixer bastant després la visita de la Comissió Evaluatoria a la ciutat.
El projecte de les instal·lacions va ser presentat per atletes olímpics i paralímpics, com el llançador Koji Murofushi i la nedadora paralímpica Junichi Kawai. Mikako Kotani, cap de la Comissió dels Atletes de la candidatura, va parlar sobre tecnologia i del que ja s'estava fent a la ciutat com a preparació per rebre els Jocs. El vicepresident de la candidatura, Tsunekazu Takeda, va parlar sobre el compromís del comitè amb el COI i el suport dels atletes i dels Comitès Olímpics Nacionals. Ichiro Kono va tornar al púlpit per parlar sobre control de dopatge i pau en els esports. Van culminar la presentació amb un video sobre la joventut japonesa i una declaració de Shun-ichiro Okano, també membre del COI, demanant suport per a la candidatura. Després de la presentació, Ichiro Kono va respondre a preguntes formulades pels membres del COI, reiterant que la candidatura posseïa fort suport popular i que la Vila Olímpica (les dimensions de la qual va ser motiu de crítiques en l'informe de la Comissió Evaluatoria) excedia les exigències del COI. Al final del segment, el president del COI, Jacques Rogge, va presentar a la delegació de Tòquio, representada pel governador Ishihara, amb un diploma d'agraïment per la participació en el procés.
Després de les quatre presentacions es va iniciar la votació en la que cada membre del Comitè Olímpic Internacional tenia dret a un vot. En el primer torn, Tòquio va estar en tercer lloc, suficient per no ser eliminada. Chicago, amb menys vots, va quedar fora de les fases restants. En el segon torn, realitzat imediatamente després, el primer i amb la mateixa dinàmica d'aquest, els vint vots rebuts per la ciutat no van ser suficients i Tòquio va ser eliminada. El resultat va ser rebut amb indiferència per la població japonesa.